# Бородянський Володимир Володимирович
Володи́мир Володими́рович Бородя́нський (нар. 15 січня 1974, Новий Розділ, Львівська область) — український медіа-менеджер, політичний та громадський діяч, міністр культури, молоді та спорту України (2019—2020), голова правління СТБ (2004—2018), директор StarLightMedia (2012—2018), голова ради з питань розвитку Національного культурно-мистецького та музейного комплексу «Мистецький арсенал».

## Життєпис
Володимир Бородянський народився 15 січня 1974 року у місті Новий Розділ, Львівської області. Батько — Володимир Юхимович Бородянський, працював заступником генерального директора Новороздільського ВО «Сірка». Володимир Бородянський закінчив Новороздільську СШ № 2.

### Освіта
У 1991 році, після закінчення школи, навчався на економічному факультеті Львівського сільськогосподарського інституту в Дублянах Львівської області. Згодом перевівся у Київський національний економічний університет на фінансово-економічний факультет за фахом «Фінанси та кредит». У 1997 році закінчив Київський національний економічний університету.

### Кар'єра медіа-менеджера
З 1998 року був комерційним директором газети «Московський комсомолець» в Україні.
У 2000 році був призначений керівником відділу з управління медіа-активами «Альфа-банку», зокрема відповідав за реалізацію бізнес-проєктів: «Новий канал», «Наше радіо», «Московський комсомолець в Україні».
У 2004 році був головою правління телеканалу СТБ.
З 2012 до кінця 2018 року був керівником 'медіагрупи StarLightMedia.
29 липня 2019 року Президент Зеленський призначив Володимира Бородянського позаштатним радником з гуманітарних питань.
З 29 серпня 2019 по 4 березня 2020 року був міністром культури, молоді та спорту України.
У 2021 році — Володимир Бородянський став членом Наглядової ради медіахолдингу «Медіа Група Україна». В його обов'язки буде входити розробка змін, які збільшать частку художнього й нехудожнього розважального контенту та забезпечать його економічну ефективність.

## Керівник СТБ
За головування Бородянського, СТБ укріпив свої позиції на телебаченні. СТБ змінив вектор з інформаційного телеканалу на пізнавально-розважальний.
У 2005 році телеканал одержав звання «Прорив року» як «телеканал з найдинамічнішим розвитком» в Україні за результатами Всеукраїнського конкурсу засобів масової інформації «Золоте перо».
У 2006 році нагородою «Золоте Перо» був нагороджений колектив програми «Вікна-Новини», а у 2007 році програма отримала титул «Фаворит телепреси». У 2008 році цей титул відійшов до програми «За Вікнами», а у 2009 — шоу «Україна має талант».
У 2007, 2009, 2010 і 2011 роках «Вікна-Новини» стали переможцями премії «Телетріумф» як найкраща новинна програма на українському телебаченні.
У 2008 році СТБ вперше став лідером серед українських телеканалів з комерційно привабливою аудиторією 14-49 за даними GfK.
Під час роботи на телебаченні Володимир Бородянський посприяв популяризації розважальних та соціальних телевізійних проєктів на українському телебаченні. Серед них «Танцюють всі», «Україна має талант», «Х‑фактор», «Зважені та щасливі», «Я соромлюсь свого тіла», «Холостяк», «Мастер Шеф», тощо.
За ініціативи Бородянського, СТБ брав на себе всі витрати за організацію, проведення і трансляцію прямих ефірів національного відбору на Євробачення.
У березні 2016 року Володимир Бородянський як керівник СТБ взяв участь в галузевому круглому столі «Підходи до формування чорних списків акторів та персон нон ґрата». Бородянський відмітив, що відсутність відкритої і зрозумілої процедури формування списків у СБУ, порушує принцип свободи вираження думки, додавши: «ми не можемо карати людину за її думки. Нам потрібно розділяти точку зору і дію конкретної людини — це основний принцип демократії».
15 січня 2017 року на телеканалі СТБ було показано російську програму «Битви екстрасенсів», яка включала епізод з російськими військовими-окупантами, що воювали на Донбасі проти України. Телеканал негайно вибачився і назвав «неприпустимим з моральної точки зору показ цієї програми», також він відмовився від трансляції російської версії проєкту.
31 грудня 2017 експертка програми «Все буде смачно» Алла Ковальчук записала відео святкування Нового Року, в якому вона зустрічає під виступ Путіна по російському каналу, зневажаючи український Гімн.
У березні 2020 року на телеканалі СТБ, відбулась прем'єра серіалу «Спіймати Кайдаша». Сценарій до серіалу написала драматургиня Наталія Ворожбит. Ідея сучасної адаптації повісті Нечуя-Левицького належить Бородянському.

## Керівник медіагрупи StarLightMedia
2012—2018 роках Бородянський був керівником медіагрупи StarLightMedia. З 2012 року під його керівництвом перебували загальнонаціональні канали медіагрупи: ICTV, СТБ, Новий канал, Оце ТБ, М1, М2.
У 2013 році Бородянський запропонував інтернет-ресурсам ініціативу «Чисте небо» — легально розміщувати відеоконтент, створений медіагрупою, в спеціальному плеєрі.
З 2014 року StarLightMedia під керівництвом Бородянського нарощували власне серіальне виробництво. З понад 50 найуспішніших реалізованих проєктів є: скетчком «Леся+Рома», «Козаки. Абсолютно брехлива історія», «Вар'яти», «Хто зверху?», «Ревізор», «Від пацанки до панянки», «Аферисти в сітях» тощо. Загалом продукти компанії у традиційному ефірі та на спеціалізованих майданчиках дивляться до 98 % населення України.
У 2015 році в структурі медіагрупи з'явився новий підрозділ StarLight Entertainment, який мав займатися театральними виставами, концертами, святами та іншими розважальними подіями.
У 2016 році StarLightMedia побила рекорд телепереглядів. Їх частка становила 30 %, що стало найвищим показником за останні три роки. Лідерами серед телеканалів стали СТБ з програмами «Х-Фактор-7», «Мастер Шеф-6», «Зважені та щасливі-6», ICTV з проєктом «Дизель-шоу» та Новий канал з програмами «Супермодель по-українськи», «Хто зверху» та «Ревізор».
У 2018 році Володимир Бородянський представив проєкт «Трансформації» оптимізації управлінських процесів у медіахолдингу. Проєкт мав на меті вдосконалити внутрішній менеджмент та за 5 років зробити медіагрупу StarLightMedia прибутковою.

### Вартові мрій та Зимова країна
У 2015 році Бородянський ініціював в рамках розвитку StarLightMedia та його підрозділу StarLight Entertainment проведення перших в Україні 3D-шоу «Вартові мрій» та «Дім таємничих пригод»,  а також створення майданчика для дозвілля сім'ї Зимова країна у ВДНГ. Загальна кількість глядачів і відвідувачів становила мільйон осіб за перший рік роботи.

### #КіноКраїна
У 2015 році Бородянський об'єднав найбільші українські теле- і кінохолдинги в ініціативну групу #КіноКраїна, щоб створити прибуткову та конкурентоспроможну галузь виробництва серіалів та глядацького кіно в Україні. Групі вдалося адвокувати прийняття Закону «Про державну підтримку кінематографії в Україні», що вступив в силу в 2017 році. Цей закон створив сприятливі економічні умови для розвитку кіновиробництва як всередині країни, так і для залучення зарубіжних інвестицій в галузь. Зокрема, він передбачив державні субсидії, повернення частини кваліфікованих витрат на кіновиробництво (рібейти), антипіратські норми, фінансування Державного фонду підтримки кінематографії України у розмірі не менше 0,2 % видатків держбюджету за попередній рік.

## На посаді міністра Культури, молоді та спорту України
В. Бородянський був призначений міністром культури молоді і спорту 2 вересня 2019, проте через майже чотири місяці роботи визнав, що повноцінно очолюваний ним орган запрацює лише 2 січня 2020
Одним із перших рішень міністра стало перепідпорядкування 5 закладів вищої освіти мистецького профілю (а саме: Київський університет культури і мистецтв було передано зі сфери управління Мінкульту до сфери управління МОНу, а 4 академії мистецтв, Київську, Харківську, Львівську і Закарпатську — навпаки, зі сфери управління МОНу до сфери управління Мінкульту), проте несвоєчасне оформлення цього рішення призвело до кількамісячної затримки виплати зарплат науково-педагогічним працівникам та стипендій студентам у цих закладах.
За В.Бородянського було створено двомовний (українська та російська) телеканал для окупованих території «Дім/Дом», який розпочав мовлення у березні 2020. Анонс роботи каналу відбувся у лютому, Бородянський також заявив, що українські медіагрупи будуть безкоштовно надавати контент для телеканалу..
У березні 2020 року для збільшення спортивних заходів, міністерство Бородянського знизило майже вдвічі ціну на проведення спортивних подій у київському Палаці спорту.

### Законопроєкти
Найбільш резонансною законотворчою ініціативою очолюваного В. Бородянським міністерства стала розробка так званого закону про дезінформацію, який, однак, отримав критичну оцінку громадської спільноти та Моніторингової місії ООН з прав людини, як такий, що може підривати свободу ЗМІ У законопроєкті йшлося, зокрема, про покарання журналістів за фейки.
Мінкульт публічно зазначав, що законопроєкт не буде вноситися до ВР без багатоетапного обговорення з медіаспільнотою. Законопроєкт зазнав критики з боку ряду проросійських депутатів: Олександр Дубінський, Максим Бужанський, а також голова НСЖУ Сергій Томіленко, який пізніше відкрито став на захист каналів Медведчука, викликавши  обурення регіональних представництв. Євген Федченко, співзасновник StopFake, заявив, що цілком підтримує законопроєкт та протидію дезінформації.

### Заяви та ініціативи
Перебуваючи на посаді, Бородянський заявляв про необхідність знімати серіали українською мовою, анонсував заснування фонду для розвитку інформаційного простору, створення програми «мобільності» школярів, яка передбачає мандри учнів Україною коштом державного бюджету та створення електронної бібліотеки.
Міністр виступав проти участі в Євробаченні українських виконавців, які виступали в Росії та на тимчасово окупованих територіях, а також проти в'їзду на територію України артистів, які підтримують агресію Росії.
30 грудня Бородянський заявив, що протягом 2020 року всі державні цирки припинять використовувати тварин у циркових виставах, а також Кабінет міністрів розробляє стратегію щодо реабілітації тварин, які раніше брали участь у циркових виставах. Проте відповідний законопроєкт у Верховну раду було подано лише через рік після завершення каденції В.Бородянського на посаді міністра і станом на кінець квітня 2021 лишався нерозглянутим.
За Бородянського було започатковано онлайн-курси української та кримськотатарської мови для кримських татар (дітей і дорослих), відкрито окрему програму для кримськотатарських проєктів та ініціатив в Українському культурному фонді. Бородянський підкреслив, що кіно про Крим, його історію та сучасні виклики, пов'язані з тимчасовою окупацією півострова, будуть отримувати додаткові бали на пітчингу починаючи з 2020 року. Він зазначив, що міністерство використовує  міжнародні механізми для захисту Ханського, Лівадійського, Массандрівського і Воронцовського палаців, Херсонесу і Монастиря Сурб-Хач та буде протидіяти незаконним археологічним розкопкам і вивезенню історичних пам'яток культури на територію Росії.

### Зарплата
У грудні 2019 міністр потрапив у фокус преси через те, що він та його заступники задекларували сукупний розмір своєї грудневої зарплати на суму понад 2 мільйони гривень. Сам В. Бородянський задекларував місячний сукупний розмір зарплати в кінці року в сумі 112 тис. гривень, а середня зарплата міністра за 2019 рік склала 37,5 тисяч гривень, тоді як його заступників — 108 тис. на місяць.

### Резонансні заяви
27 вересня 2019 року, в інтерв'ю «ВВС», Бородянський зазначив, що Степан Бандера мав неоднозначність, проте "боровся за незалежність України в той спосіб, як він бачив боротьбу на відміну від Сталіна, який «просто знищував свій народ».
7 лютого 2020 року Володимир Бородянський заявив, що для того, аби боротися за медалі, українські спортсмени повинні виступати за кордоном, у тому числі й у Росії:

| «Якщо спортсмен не виступає за кордоном, він позбавляється балів. Це обмежує його можливості боротися за медалі. Для того щоб ефективно боротися за медалі у світі, ми маємо виступати на території держави-агресора»[59] |
У жовтні 2019 року, коли учасники «Вечірнього кварталу» і хор Верьовки заспівали про підпал будинку Гонтаревої «Горіла хата палала, у Лондоні жінка плакала». Бородянський у Facebook приніс вибачення Гонтаревій.. Олігарх Коломойський у свою чергу назвав Бородянського за його вибачення перед Гонтаревою «покидьком».

## Нагороди
- 2010 — Телетріумф у номінації «Спеціальний приз премії Телетріумф».[62]
- 2011 — Телетріумф у номінації «Спеціальний приз премії Телетріумф».[63]

## Цікаві факти
- Бородянський виступив з ідеєю створення сучасної адаптації повісті Нечуя-Левицького "Кайдашева сім'я, що перетворилася в серіал «Спіймати Кайдаша».[18]
- Бородянський започаткував моду на талант-шоу в Україні. Першим таким проєктом стало шоу «Танцюють усі» (адаптація британського формату So You Think You Can Dance?) фінальний випуск якого у грудні 2008-го переглянув кожен четвертий телеглядач України. Я соромлюсь свого тіла — єдиний на пост-радянському просторі телепроєкт такого формату.